# Rhipidia katernes
Rhipidia katernes är en tvåvingeart som först beskrevs av Alexander 1980.  Rhipidia katernes ingår i släktet Rhipidia och familjen småharkrankar.
Artens utbredningsområde är Bolivia. Inga underarter finns listade i Catalogue of Life.